# (6519) Giono
(6519) Giono (1991 CX2) – planetoida z pasa głównego asteroid okrążająca Słońce w ciągu 3,26 lat w średniej odległości 2,2 j.a. Odkryta 12 lutego 1991 roku.